# Monitor de fósforo verde

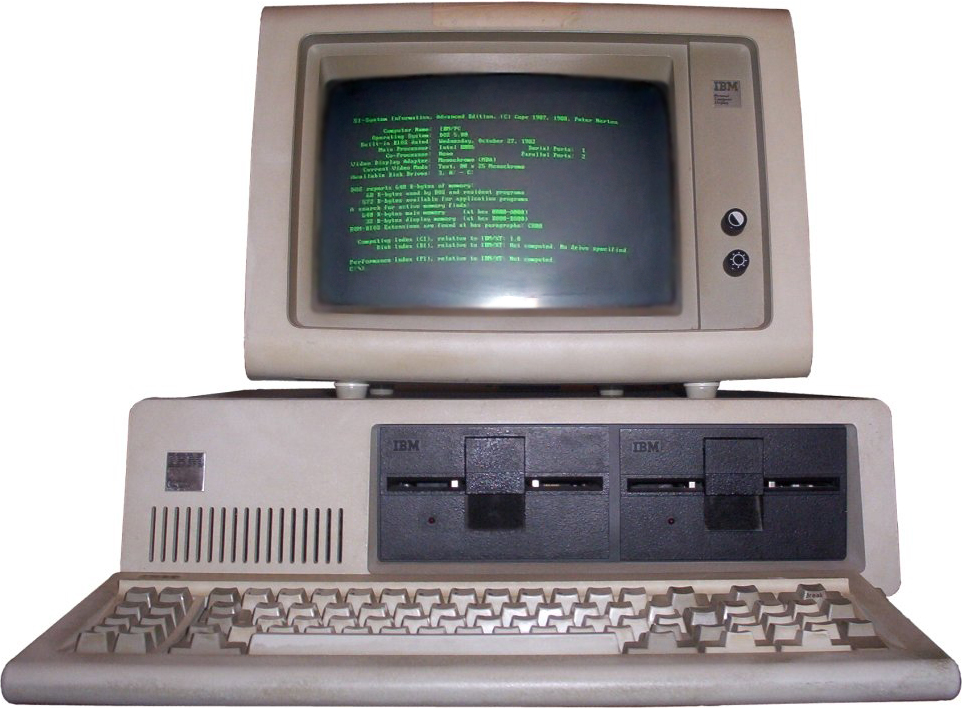
O IBM-PC com um monitor de fósforo verde.

Monitores de fósforo verde eram os monitores de computador monocromáticos do tipo CRT que utilizavam uma tela de fósforo verde "P1". Eles sucederam aos terminais com teletipos e precederam os CRTs coloridos como dispositivo de saída visual predominante para computadores. Eram abundantes em meados dos anos 1980, juntamente com monitores âmbar (P3).

## Características
O monitor de fósforo verde mais famoso é certamente o vídeo monocromático original do IBM-PC, o IBM 5151 (o próprio PC tinha o número de modelo 5150). Desde o início, o 5151 foi projectado para trabalhar com a placa de vídeo MDA (somente texto) do PC, mas logo a placa gráfica Hércules produzida por terceiros tornou-se uma companhia popular para o monitor 5151 devido à capacidade da Hércules de exibir gráficos monocromáticos em bitmap, muito usados para a apresentação de gráficos comerciais gerados, por exemplo, pelas planilhas como o Lotus 1-2-3.
Alguns monitores de fósforo verde eram fornecidos com uma cobertura de fósforo particularmente intensa, tornando os caracteres muito claros e bem definidos (e assim fáceis de ler), mas gerando um efeito de persistência de brilho algo perturbador (algumas vezes chamado "imagem fantasma") quando o texto era rolado tela abaixo ou quando uma tela de informação era substituída rapidamente por outra em operações de subida e descida de tela em processamento de texto. Outros monitores de fósforo verde evitavam esse efeito, mas ao custo de imagens de caracteres muito mais pixeladas. O 5151, entre outros, tinha controles de brilho e contraste para que o utilizador estabelecesse seu próprio consenso.
Os efeitos-fantasma dos agora obsoletos monitores de fósforo verde tornaram-se um acrónimo visual para texto gerado em computador, freqüentemente (e ironicamente) em cenários "futurísticos". Os filmes Ghost in the Shell e o código-fonte da Matrix do filme de ficção científica Matrix apresentam telas de computador com texto verde "fantasma". O pacote XScreenSaver produzido por Jamie Zawinski também inclui um descanso de tela chamado Phosphor que exibe texto verde com um efeito fantasmagórico simulado.